# Ориньюс (микрорегион)

Ориньюс на карте.

Ориньюс (порт. Microrregião de Ourinhos) — микрорегион в Бразилии, входит в штат Сан-Паулу. Составная часть мезорегиона Ассис. 
Население составляет 	289 917	 человек (на 2010 год). Площадь — 	5 568,642	 км². Плотность населения — 	52,06	 чел./км².

## Демография
Согласно сведениям, собранным в ходе переписи 2010 г. Национальным институтом географии и статистики (IBGE), население микрорегиона составляет:						
| Полное население                             | Полное население                             | Полное население                             | Полное население                             | 289 917 |
| -------------------------------------------- | -------------------------------------------- | -------------------------------------------- | -------------------------------------------- | ------- |
| в том числе:                                 | Городское население                          | 261 200                                      | Процент городского населения, %              | 90,09   |
|                                              | Сельское население                           | 28 717                                       | Процент сельского населения, %               | 9,91    |
|                                              | Мужское население                            | 142 429                                      | Процент мужского населения, %                | 49,13   |
|                                              | Женское население                            | 147 488                                      | Процент женского населения, %                | 50,87   |
| Плотность населения, чел/км²                 | Плотность населения, чел/км²                 | Плотность населения, чел/км²                 | Плотность населения, чел/км²                 | 52,06   |
| Население микрорегиона в % к населению штата | Население микрорегиона в % к населению штата | Население микрорегиона в % к населению штата | Население микрорегиона в % к населению штата | 0,70    |

## Статистика
- Валовой внутренний продукт на 2003 составляет 2 697 852 044,00 реалов (данные: Бразильский институт географии и статистики).
- Валовой внутренний продукт на душу населения на 2003 составляет 9501,74 реалов (данные: Бразильский институт географии и статистики).
- Индекс развития человеческого потенциала на 2000 составляет 0,792 (данные: Программа развития ООН).

## Состав микрорегиона
В составе микрорегиона включены следующие муниципалитеты:
1. Бернардину-ди-Кампус
2. Канитар
3. Шавантис
4. Эспириту-Санту-ду-Турву
5. Фартура
6. Ипаусу
7. Мандури
8. Ориньюс
9. Пиражу
10. Рибейран-ду-Сул
11. Салту-Гранди
12. Санта-Крус-ду-Риу-Парду
13. Сарутая
14. Сан-Берту
15. Сан-Педру-ду-Турву
16. Тагуаи
17. Тежупа
18. Тимбури
19. Олеу